# Vụ sát hại Ko Joon-hee
Vụ sát hại Ko Joon-hee đề cập đến vụ sát hại một bé gái năm tuổi ở Jeonju, Hàn Quốc. Ko Joon-hee bị giết vào tháng 11 năm 2017 tại Eau-dong, Jeonju, Hàn Quốc. Ban đầu, cảnh sát nhận thông báo về việc một đứa trẻ năm tuổi mất tích. Tuy nhiên, sau khi điều tra, Ko Joon-hee được phát hiện đã bị sát hại bởi cha ruột do bạo hành thể chất. Người cha, Ko Byung-sik, cùng vợ và mẹ vợ của ông đã có âm mưu giết người và bỏ rơi đứa trẻ. Vụ việc nhanh chóng tạo nên một làn sóng gây chấn động Hàn Quốc do tính chất tàn nhẫn của nó.

## Bối cảnh
Ko Joon-hee mất tích vào ngày 18 tháng 11 năm 2017. Một tháng sau, ngày 8 tháng 12, người nhà Joon-hee mới báo cảnh sát về việc em mất tích.
Được sự đồng ý của gia đình, cảnh sát đã thu thập mẫu DNA và yêu cầu Viện Điều tra Khoa học Quốc gia tiến hành giám định. Các nhà điều tra phát hiện Ko Joon-hee bị chôn trên một ngọn đồi ở Gunsan; cô bé chết vì sốc tuần hoàn do bị bạo hành thể chất, trong đó có ít nhất ba chiếc xương sườn gãy vào thời điểm nạn nhân qua đời. Phía gia đình sau đó đã đưa ra lời khai về sự mất tích của Ko Joon-hee. Tuy nhiên, phía cảnh sát nhận thấy các lời khai cùng mốc thời gian về trình tự sự kiện diễn ra không nhất quán, và nghi ngờ rằng Ko Joon-hee đã bị cha ruột sát hại. Do đó, cảnh sát tiếp tục điều tra Ko Byung-sik.

## Xét xử và truy tố
Trong phiên tòa xét xử đầu tiên vào ngày 29 tháng 6 năm 2018, các công tố viên đã đề nghị mức án tù chung thân đối với Ko Byung-sik cho tội danh giết người. Tuy nhiên, tòa án chỉ tuyên bị cáo 20 năm tù.
Sau phiên tòa, Byung-sik đã đệ đơn kháng cáo, cho rằng mức án ở phiên tòa đầu tiên là quá nặng. Các công tố viên cũng kháng cáo, vì 20 năm tù đối với bị cáo là quá nhẹ.
Tại phiên tòa phúc thẩm, Tòa án cấp cao Gwangju nhận định Ko Byung-sik là thủ phạm chính trong vụ sát hại đứa trẻ, tương tự như phiên xét xử trước đó. Tòa cũng ra phán quyết rằng người vợ, Lee, là đồng phạm và buộc tội Lee vì cố ý thờ ơ và bạo hành đứa trẻ. Tòa án giữ nguyên phán quyết ban đầu về việc dành 160 giờ cho Byung-sik và vợ anh ta tham gia vào một chương trình điều trị về lạm dụng trẻ em. Thêm vào đó, tòa án đã bác đơn kháng cáo của Lee cho bản án bốn năm tù trong phiên tòa đầu tiên, vì có giúp sức trong việc chôn thi thể nạn nhân.
Vào ngày 9 tháng 5 năm 2019, Tòa án Tối cao giữ nguyên phán quyết ban đầu, bác bỏ các kháng cáo của bị cáo lẫn cơ quan công tố và tuyên phạt Ko Byung-sik 20 năm tù còn vợ anh là 10 năm tù. Mẹ vợ của Byung-sik, chỉ biết họ là Kim, bị kết án bốn năm tù.